# قطعنامه ۱۱۷۳ شورای امنیت
قطعنامه ۱۱۷۳ شورای امنیت سازمان ملل متحد که در تاریخ ۱۲ ژوئن ۱۹۹۸ تصویب شد، سندی بین‌المللی دربارهٔ بررسی وضعیت در آنگولا است. این قطعنامه طی نشست ۳۸۹۱ام با ۱۵ رای موافق، ۰ مخالف و ۰ ممتنع تصویب شد.